# Arenaria tetragyna
Arenaria tetragyna är en nejlikväxtart som beskrevs av Carl Ludwig von Willdenow och Diederich Franz Leonhard von Schlechtendal. Arenaria tetragyna ingår i släktet narvar, och familjen nejlikväxter. Inga underarter finns listade i Catalogue of Life.